# Чжан Сянхуа
Чжан Сянхуа (кит. упр. 张香花; род. 10 мая 1968, неизвестно) — китайская гребчиха, выступавшая за сборную Китая по академической гребле во второй половине 1980-х годов. Серебряная и бронзовая призёрка летних Олимпийских игр в Сеуле, участница многих регат национального и международного значения.

## Биография
Чжан Сянхуа родилась 10 мая 1968 года.
Дебютировала на взрослом международном уровне в сезоне 1986 года, когда вошла в основной состав китайской национальной сборной и выступила в парных четвёрках на чемпионате мира в Ноттингеме — сумела квалифицироваться здесь лишь в утешительный финал B и расположилась в итоговом протоколе соревнований на девятой строке.
Благодаря череде удачных выступлений Чжан удостоилась права защищать честь страны на летних Олимпийских играх 1988 года в Сеуле, где стартовала сразу в двух женских распашных дисциплинах. В составе четырёхместного рулевого экипажа, куда также вошли гребчихи Ху Ядун, Ян Сяо, Чжоу Шоуин и рулевая Ли Жунхуа, показала в финале второй результат, отстав почти на три секунды от титулованной команды Восточной Германии, и тем самым завоевала серебряную олимпийскую медаль. При этом в восьмёрках совместно с Чжоу Сюхуа, Чжан Яли, Хэ Яньвэнь, Хань Яцинь, Чжоу Шоуин, Ян Сяо, Ху Ядун и Ли Жунхуа в решающем финальном заезде пришла к финишу третьей позади экипажей из ГДР и Румынии — таким образом добавила в послужной список бронзовую олимпийскую награду.
После сеульской Олимпиады Чжан Сянхуа больше не показывала сколько-нибудь значимых результатов в академической гребле на международной арене.